# Matteo Morandi
Matteo Morandi (n. 8 octombrie 1981, Vimercate, Lombardia, Italia) este un gimnast artistic ce a reprezentat Italia, medaliat olimpic. A participat la 3 ediții ale Jocurilor Olimpice (2004, 2008, 2012) în care a câștigat o medalie de bronz.